# Samangan
Samangan – prowincja w północnym Afganistanie. Jej stolicą jest Aibak. Powierzchnia wynosi 11.262 km², a populacja w 2021 roku wynosiła ponad 438 tys. osób. 3 marca 2002 roku prowincję nawiedziło silne trzęsienie ziemi. 
Prowincja Samangan dzieli się na 5 powiatów:
- Aibak
- Dara-i-Suf
- Hazrati Sultan
- Kuram Wa Sarbag
- Rui Du Ab